# Ricinoides hanseni
Espèce
Ricinoides hanseni est une espèce de ricinules de la famille des Ricinoididae.

## Distribution
Cette espèce est endémique de Sierra Leone. Elle se rencontre vers Freetown.

## Étymologie
Cette espèce est nommée en l'honneur de Hans Jacob Hansen.

## Publication originale
- Legg, 1976 : The external morphology of a new species of ricinuleid (Arachnida) from Sierra Leone. Zoological Journal of the Linnean Society, vol. 59, no 1, p. 1-58.